# Oliwer Wdowik
Oliwer Wdowik (* 3. Januar 2002) ist ein polnischer Leichtathlet, der sich auf den Sprint spezialisiert hat.

## Sportliche Laufbahn
Erste Erfahrungen bei internationalen Meisterschaften sammelte Oliwer Wdowik beim Europäischen Olympischen Jugendfestival 2019, bei dem er in 21,26 s die Bronzemedaille im 200-Meter-Lauf gewann und mit der polnischen Sprintstaffel (1000 m) in 1:53,39 min die Goldmedaille gewann. 2021 belegte er bei den U20-Europameisterschaften in Tallinn in 21,20 s den sechsten Platz über 200 Meter und gelangte mit der 4-mal-100-Meter-Staffel nach 40,30 s auf Rang vier. Anschließend wurde er bei den U20-Weltmeisterschaften in Nairobi in 10,46 s Fünfter im 100-Meter-Lauf. Mit der Staffel gewann er in 38,90 s die Bronzemedaille und stellte mit dieser Zeit einen neuen europäischen U20-Rekord auf. Bei den World Athletics Relays 2024 in Nassau wurde er in 38,86 s Fünfter im A-Lauf in der 2. Qualifikationsrunde über 4-mal 100 Meter für die Olympischen Spiele und verpasste damit eine Direktqualifikation. Anschließend schied er bei den Europameisterschaften in Rom mit 10,25 s im Halbfinale über 100 Meter aus und verhalf der Staffel zum Finaleinzug. Im August schied er bei den Olympischen Sommerspielen in Paris mit 11,53 s im Vorlauf über 100 Meter aus.
2025 erreiche er bei den Halleneuropameisterschaften in Apeldoorn das Halbfinale über 60 Meter und schied dort mit 6,62 s aus.
2020 wurde Wdowik polnischer Hallenmeister im 200-Meter-Lauf sowie 2024 und 2025 über 60 Meter.

## Persönliche Bestzeiten
- 100 Meter: 10,23 s (+0,1 m/s), 18. Mai 2024 in Chorzów
  - 60 Meter (Halle): 6,60 s, 14. Januar 2023 in Rzeszów
- 200 Meter: 20,82 s (0,0 m/s), 28. Juli 2020 in Toruń
  - 200 Meter (Halle): 20,95 s, 13. Januar 2024 in Toruń